# Леттермор
Леттермор (англ. Lettermore; ирл. Leitir Móir, Leitir Mór) — деревня в Ирландии, находится в графстве Голуэй (провинция Коннахт). Является частью Гэлтахта.
Население — 812 человек (по переписи 2002 года).